# Dongbei, Jiangxi
Dongbei är en köpinghuvudort i Kina. Den ligger i provinsen Jiangxi, i den sydöstra delen av landet, omkring 170 kilometer söder om provinshuvudstaden Nanchang. Antalet invånare är 11 554. Befolkningen består av 5 652 kvinnor och 5 902 män. Barn under 15 år utgör 20,0 %, vuxna 15-64 år 71 %, och äldre över 65 år 7,0 %.
Runt Dongbei är det ganska tätbefolkat, med 124 invånare per kvadratkilometer. Närmaste större samhälle är Zhonggang, 13,5 km nordost om Dongbei. I omgivningarna runt Dongbei växer i huvudsak blandskog.
Genomsnittlig årsnederbörd är 2 316 millimeter. Den regnigaste månaden är juni, med i genomsnitt 432 mm nederbörd, och den torraste är oktober, med 18 mm nederbörd.